# Titularbistum Semnea
Das Bistum Semnea (italienisch diocesi di Semnea, lateinisch Dioecesis Semneaensis) ist ein 1933 geschaffenes Titularbistum der römisch-katholischen Kirche.
Es geht zurück auf einen untergegangenen Bischofssitz in der gleichnamigen antiken Stadt, die in der römischen Provinz Pamphylia Prima im Süden Kleinasiens lag. Der Bischofssitz war der Kirchenprovinz Side zugeordnet.
| Nr. | Name                   | Amt                                  | von               | bis                |
| --- | ---------------------- | ------------------------------------ | ----------------- | ------------------ |
| 1   | Albert Vincent D’Souza | Weihbischof in Mysore (Indien)       | 5. Februar 1959   | 8. August 1962     |
| 2   | Gerhard Schaffran      | Weihbischof in Görlitz (Deutschland) | 24. November 1962 | 12. September 1970 |